# ケプラー19
| 太陽 | ケプラー19 |
| ---- | ---------- |
| 太陽 | Exoplanet  |

ケプラー19（英語: Kepler-19）は、地球から見てこと座の方向に約720光年離れた位置にある、太陽よりやや小さい恒星である。3個の太陽系外惑星が周囲を公転していることが知られている。

## 惑星系
2011年、ケプラー宇宙望遠鏡によるトランジット法での観測によって、地球の約2.2倍の大きさを持つ太陽系外惑星ケプラー19bが発見された。ケプラー19bの公転周期は9日余りであるが、その公転周期自体が316日の周期で5分程度変動するというトランジットタイミング変化 (TTV) が観測された事から、その外側を公転している、主星の手前を通過（トランジット）しない別の惑星からの重力の影響を受けていることが判明し、この外側を公転する惑星はケプラー19cと呼称された。トランジットタイミング変化を用いた観測により新たな惑星の存在が確かめられた事例はこのケプラー19cが初めてである。当初はケプラー19cの質量は木星の6倍未満、公転周期は160日未満という大まかな特性しか求められず、5日周期で公転する地球型惑星や100日周期で公転する巨大ガス惑星などである可能性が示されていた。
2017年にドップラー分光法による観測からさらに外側を公転している新たな惑星ケプラー19dの存在が確認され、この研究によりケプラー19cの質量も地球の約13倍であると求められた。
| 名称 （恒星に近い順） | 質量             | 軌道長半径 （天文単位） | 公転周期 (日)       | 軌道離心率      | 軌道傾斜角          | 半径             |
| --------------------- | ---------------- | ----------------------- | ------------------- | --------------- | ------------------- | ---------------- |
| b                     | 6.1+2.8 −2.7 M⊕  | 0.0846±0.0012           | 9.2869900           | 0.12 ± 0.02     | 89.940+0.060 −0.44° | 2.209 ± 0.048 R⊕ |
| c                     | 13.1 ± 2.7 M⊕    | —                       | 28.731+0.012 −0.005 | 0.21+0.05 −0.07 | —                   | —                |
| d                     | 22.5+1.2 −5.6 M⊕ | —                       | 62.95+0.04 −0.30    | 0.05+0.16 −0.01 | —                   | —                |